# Lukas Meiler
Lukas Meiler, né le 14 février 1995, est un coureur cycliste allemand. Il évolue au sein de l'équipe Vorarlberg.

## Biographie
Passionné de vélo depuis son enfance, Lukas Meiler participe à ses premières courses cyclistes à l'âge de six ans. Il est formé au TSV Oberammergau. Son petit frère Martin pratique également ce sport,. Ensemble, ils mènent des études de management dans une université à Ansbach, parallèlement à leurs carrières sportives.
Dans les catégories de jeunes, il pratique à la fois le cyclisme sur route et le cyclo-cross. En 2014, il est recruté par l'équipe continentale autrichienne Gebrüder Weiss-Oberndorfer. L'année suivante, il intègre la formation Vorarlberg. Il se classe notamment deuxième du championnat d'Allemagne de cyclo-cross en 2017 chez les espoirs (moins de 23 ans). La même année, son frère Martin le rejoint dans son équipe. 
Lors de la saison 2022, il se distingue en terminant deuxième du Tour international de Rhodes, tout en ayant remporté le prologue.

## Palmarès et résultats

### Palmarès sur route
- 2020
  - 2e du championnat d'Allemagne de la montagne
- 2022
  - Prologue du Tour international de Rhodes
  - 2e du Tour international de Rhodes
- 2023
  - Mühlviertler Hügelwelt Classic

### Classements mondiaux
| Année                                 | 2017  | 2018  | 2019  | 2020 | 2021 | 2022  | 2023  | 2024  |
| ------------------------------------- | ----- | ----- | ----- | ---- | ---- | ----- | ----- | ----- |
| Classement mondial                    | 2545e | 3258e | 2998e | nc   | nc   | 1126e | 1923e | 2777e |
| UCI Europe Tour                       | 1719e | 2146e | 1844e | nc   | nc   | 798e  | nc    | nc    |
|                                       |       |       |       |      |      |       |       |       |
| Légende : nc = non classéSource : UCI |       |       |       |      |      |       |       |       |

### Palmarès en cyclo-cross
- 2016-2017
  - 2e du championnat d'Allemagne de cyclo-cross espoirs